# Mohd Lutfi Zaim Abdul Khalid
Mohd Lutfi Zaim Abdul Khalid (* 3. Oktober 1989 in Pahang) ist ein malaysischer Badmintonspieler.

## Karriere
Mohd Lutfi Zaim Abdul Khalid siegte 2008 bei den Malaysia International im Mixed mit Lim Yin Loo. Ein Jahr später wurden beide gemeinsam Dritte. Bei den Perak Open 2010 belegte er Rang drei im Doppel. 2011 startete er bei den Südostasienspielen, 2012 bei der Asienmeisterschaft. Bei den Osaka International 2012 wurde er Dritter im Doppel, bei den Malaysia International 2012 Dritter im Mixed.